# День работника скорой медицинской помощи
День работника скорой медицинской помощи — профессиональный праздник медицинских работников, занятых в осуществлении срочной медицинской помощи на выезде.  
Отмечается ежегодно в России 28 апреля. Учрежден в 2020 году на фоне пандемии COVID-19 и связанной с этим нагрузкой на работников скорой медицинской помощи.
Ранее 28 апреля праздновалось работниками скорой медицинской помощи неофициально: в 1898 году в этот день приказом Московского обер-полицмейстера Д. Ф. Трепова в Москве появились первые организованные станции скорой медицинской помощи и первая пара карет для перевозки пациентов.